# Liste der Kulturdenkmale in Schönwölkau

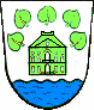
Wappen von Schönwölkau

In der Liste der Kulturdenkmale in Schönwölkau sind die Kulturdenkmale der sächsischen Gemeinde Schönwölkau verzeichnet, die bis Juli 2020 vom Landesamt für Denkmalpflege Sachsen erfasst wurden (ohne archäologische Kulturdenkmale). Die Anmerkungen sind zu beachten.
Diese Aufzählung ist eine Teilmenge der Liste der Kulturdenkmale im Landkreis Nordsachsen.

## Badrina
| Bild                                    | Bezeichnung                                                     | Lage                                    | Datierung                                                    | Beschreibung | ID       |
| --------------------------------------- | --------------------------------------------------------------- | --------------------------------------- | ------------------------------------------------------------ | --- | -------- |
| Weitere Bilder                          | Feldscheune                                                     | Delitzscher Straße 6 (Karte)            | 2. Hälfte 19. Jahrhundert                                    | Alte Ortslage Scholitz, ortsbildprägender Lehmbau, im Aussehen weitgehend original erhalten, baugeschichtlich von Bedeutung. Eingeschossig, massiv, großes Holztor, geringfügig mit Ziegeln ersetzt, rückseitiger Anbau in Lehmbauweise, Giebel in Ziegelmauerwerk, Satteldach, Traufgesims mit Ziegeln aufgemauert. | 08974660 |
|                                         | Häuslerhaus                                                     | Ernst-Thälmann-Straße 5 (Karte)         | 1. Hälfte 19. Jahrhundert                                    | Eingeschossiger, massiver Lehmbau, Teil der alten Ortsstruktur, im Aussehen weitgehend original erhalten, sozialgeschichtlich von Bedeutung, verputzt, Satteldach in Biberschwanzdeckung | 08974664 |
|                                         | Häuslerhaus mit Werkstattanbau und Einfriedungsmauer zur Straße | Ernst-Thälmann-Straße 19 (Karte)        | 1. Hälfte 19. Jahrhundert                                    | Teil der alten Ortsstruktur, sozialgeschichtlich von Bedeutung. - Wohnhaus: eingeschossiger, massiver Lehmbau, verputzt, Satteldach, Fenster leicht vergrößert - Werkstatt: massiver, eingeschossiger Ziegelbau, verputzt, Rundbogenfenster mit alter Sprossung, vorgezogenes Türgewände, Satteldach, kleine Bergetür am Giebel - Einfriedung: verputzte Ziegelmauer ca. 1,70 m hoch | 08974661 |
| Weitere Bilder                          | Wassermühle Badrina                                             | Leipziger Straße 2 (Karte)              | Um 1790                                                      | Wassermühle später zu Bäckerei umgebaut, Holzbackofen erhalten, Obergeschoss Fachwerk, von technikgeschichtlicher, ortsgeschichtlicher Bedeutung. Zweigeschossig, massiv, verputzt, Obergeschoss Fachwerk verputzt, Erdgeschossfenster und Türgewände aus Holz, zum Teil alte Fenster, Reste von Eckquaderungen, profilierte Traufe aus Holz, Satteldach in Biberschwanzdeckung (Kronendeckung). Um 1400 älteste Erwähnung als Wassermühlenstandort, 1789 hat Mühle zwei Gänge und eine Ölmühle, 1790 neu errichtet, bis 1928 Mahlmühle, die ausschließlich mit Wasserkraft betrieben wurde, seit 1912 befindet sich im Mühlgebäude eine Bäckerei mit altdeutschem Backofen. | 08974665 |
|                                         | Wohnhaus und daran angebautes Werkstattgebäude einer Schmiede   | Leipziger Straße 6 (Karte)              | 2. Hälfte 18. Jahrhundert, im Kern älter                     | Von ortshistorischer und technikgeschichtlicher Bedeutung. Fachwerk aufgebrettert, originale Fenster und Eingangstür, wahrscheinlich mit originaler Schmiedewerkstatt (laut Auskunft, Juni 2014). - Wohnhaus: eingeschossiger, massiver Lehmbau, verputzt, alte Fenster, Eingang zum Teil verändert, Satteldach in Biberschwanzdeckung (Kronendeckung), Dachgaube - angebaute Schmiede: Erdgeschoss massiver Lehmbau, Obergeschoss Fachwerk mit Ziegeln ausgefacht, Straßenseite verputzt, Außenseite | 08974666 |
| Weitere Bilder                          | Kriegerdenkmal für die Gefallenen des Ersten Weltkrieges        | Leipziger Straße 10 (gegenüber) (Karte) | Nach 1918                                                    | Von ortshistorischer Bedeutung. Gebeilte Tafel aus rotem Granit, glatt geschliffene Inschriftenfläche mit den Namen der Gefallenen und Inschrift „Vergiß mein Volk die teuren Toten nicht“ (am Sockel), oberer Abschluss geschweift mit Kreuz und rundem Kreisfeld mit Relief von Eisernem Kreuz und Eichenlaub, flankiert von den Jahreszahlen „1914–1918“. | 08974626 |
|                                         | Scheune (ohne rückwärtigen Anbau) eines Dreiseithofes           | Mittelstraße 11 (Karte)                 | 19. Jahrhundert                                              | Lehmbau, Teil der alten Ortsstruktur, baugeschichtlich von Bedeutung. Eingeschossig, massiv, zum Teil verputzt, hofseitiges großes Holztor, Satteldach in Biberschwanzdeckung. | 08974662 |
| Weitere Bilder                          | Kirche (mit Ausstattung) und Kirchhof mit Einfriedung           | Scholitzer Platz (Karte)                | 13. Jahrhundert; Chorerweiterung 15. Jahrhundert oder später | Alte Ortslage Scholitz, romanische Chorturmkirche mit spätgotischer Chorerweiterung in Backstein, von baugeschichtlicher und ortshistorischer Bedeutung. Einfriedung: Ziegelmauerwerk, ca. 1,80 m hoch. | 08974657 |
| Direkt Bild zu diesem Denkmal hochladen | Scheune eines Vierseithofes                                     | Scholitzer Platz 6 (Karte)              | Mitte 19. Jahrhundert                                        | Alte Ortslage Scholitz, Lehmbau, Teil der alten Ortsstruktur, im Aussehen original erhalten, baugeschichtlich von Bedeutung. Eingeschossig, massiv, mit Holztor, Satteldach in Biberschwanzdeckung, Bergetür am Dach. | 08974659 |

## Boyda
| Bild                                    | Bezeichnung                                                | Lage                          | Datierung                      | Beschreibung | ID       |
| --------------------------------------- | ---------------------------------------------------------- | ----------------------------- | ------------------------------ | --- | -------- |
| Direkt Bild zu diesem Denkmal hochladen | Wohnhaus                                                   | Teichstraße 12 (Karte)        | Wohl 2. Hälfte 17. Jahrhundert | Eingeschossiger Lehmbau, Teil der alten Ortsstruktur, ältestes Gebäude im Dorf, sozialgeschichtlich von Bedeutung. Eingeschossig, massiv, konisch schräge Fenstergewände, Holzstütze, steiles Satteldach, Fledermausgaube, Tür mit Oberlicht, denkmalgerecht saniert. | 08974651 |
| Direkt Bild zu diesem Denkmal hochladen | Kriegerdenkmal für die Gefallenen des Ersten Weltkrieges   | Teichstraße 12a (vor) (Karte) | Nach 1918                      | Von ortshistorischer Bedeutung. Grob behauener Granitsockel, pultförmige angelehnte ovale Inschriftentafel „Es starben fürs Vaterland“ mit den Namen der Toten, eingraviertes eisernes Kreuz und Lorbeerkranz.                                                        | 08974652 |
| Direkt Bild zu diesem Denkmal hochladen | Seitengebäude (Auszugshaus) eines ehemaligen Vierseithofes | Teichstraße 22 (Karte)        | Um 1800                        | Altes Wohnhaus der Hofanlage, Teil der alten Ortsstruktur, im Aussehen weitgehend original erhaltener Lehmbau, sozialgeschichtlich von Bedeutung. Eingeschossig, massiv, verputzt, segmentbogige Fenstergewände, steiles Satteldach in neuer Deckung.                 | 08974649 |

## Brinnis
| Bild                                    | Bezeichnung | Lage                            | Datierung                                                                      | Beschreibung | ID       |
| --------------------------------------- | --- | ------------------------------- | ------------------------------------------------------------------------------ | --- | -------- |
| Direkt Bild zu diesem Denkmal hochladen | Wohnhaus, Seitengebäude und Torbogen (mit Pforte) eines ehemaligen Vierseithofes                                | Lange Straße 22 (Karte)         | Um 1900                                                                        | Regionaltypische Ziegelbauten, von ortsbildprägender und bauhistorischer Bedeutung. - Wohnhaus: zweigeschossiger, massiver Backsteinbau auf Feldsteinsockel, Segmentbogenfenster mit Stabgewänden und Schlusssteinen, Mittelachse betont, im Traufbereich übergiebelt, Akroterienschmuck - Hoftor: Backsteinbogen korbbogig, ebenso fußläufiger Durchgang - Seitengebäude: eingeschossiger, massiver Backsteinbau auf Feldsteinsockel, Drempel, Giebelseite mit kreuzförmigen Belüftungslöchern, Zuganker, Ortgang profiliert, längsseitiges Traufgesims spitzbogige Profilierungen, Satteldach | 08974640 |
| Direkt Bild zu diesem Denkmal hochladen | Scheune eines Vierseithofes                                                                                     | Lange Straße 26 (Karte)         | 2. Hälfte 19. Jahrhundert                                                      | Lehmscheune, ortsbildprägende und bauhistorische Bedeutung. Massiver Lehmwellerbau, Traufgesims aus Backstein, neu eingedecktes Satteldach, seitlicher Anbau in Lehmwellerbauweise, großes Holztor mit Türsturz aus Holz, Pultdach. | 08974643 |
| Direkt Bild zu diesem Denkmal hochladen | Wohnhaus eines Vierseithofes                                                                                    | Lange Straße 31 (Karte)         | Um 1880                                                                        | Klinkerfassade, stattlicher Gründerzeitbau, von ortsbildprägender und baugeschichtlicher Bedeutung. Zweigeschossiger, massiver Backsteinbau auf Feldsteinsockel, Seitenrisalite, Segmentbogenfenster, Gliederungsschmuck an den Brüstungsfeldern, Reliefbänder, Obergeschoss Fensterverdachungen mit Akroterien, profiliertes Traufgesims mit Konsolen, Satteldach in Biberschwanzdeckung. | 08974638 |
| Weitere Bilder                          | Pfarrhaus, Seitengebäude und Einfriedungsmauer eines Pfarrhofes                                                 | Lange Straße 32 (Karte)         | 1786                                                                           | Mit mächtiger Kubatur, Obergeschoss in Fachwerk (rückseitig sichtbar), von baugeschichtlicher und ortsbildprägender Bedeutung. Zweigeschossiger Putzbau, Erdgeschoss massiv Lehm, Krüppelwalmdach, im Erdgeschoss Korbbogenfenster mit Lichtschachtlaibung, im Obergeschoss Rechteckfenster, Holztraufe, originales Portal und Eisengitter. | 08974644 |
| Weitere Bilder                          | Kirche (mit Ausstattung), Kirchhof mit Einfriedung und Kriegerdenkmal für die Gefallenen des Ersten Weltkrieges | Lange Straße 32a (Karte)        | 12./13. Jahrhundert, Chorerweiterung 1518 (Kirche); nach 1918 (Kriegerdenkmal) | Im Kern romanische Saalkirche mit mächtigem Querwestturm, spätgotische Chorerweiterung, von baugeschichtlicher und ortshistorischer Bedeutung. - Einfriedung: Ziegelmauer ca. 1,80 m hoch - Kriegerdenkmal: Kalksteinblock konisch sich erweiternd mit granitner Inschriftentafel mit den Namen der Gefallenen, Bekrönung durch einen großen Reichsadler in vollplastischer Ausbildung - Leichenhalle auf dem Kirchhof (Anschrift: Lange Straße 32b) kein Denkmal | 08974637 |
| Direkt Bild zu diesem Denkmal hochladen | Spritzenhaus | Lange Straße 32c (Karte)        | Um 1900                                                                        | In auffälliger Klinkerarchitektur und in markanter Lage, ortsgeschichtlich von Bedeutung. Gelber Klinkerbau mit Satteldach, Gliederung mit Lisenen, Konsoltrauf- und Giebelfries in roten Klinkern, zwei große Holztore und Segmentbogenfenster (eines blind). | 08974645 |
| Direkt Bild zu diesem Denkmal hochladen | Östliches Seitengebäude und Scheune eines Vierseithofes                                                         | Lange Straße 33 (Karte)         | 2. Hälfte 19. Jahrhundert                                                      | Gebäude in regionaltypischer Lehmbauweise und gutem Originalzustand, eine der größten Scheunen im Dorf, baugeschichtlich von Bedeutung. - 1. Scheune: massiver Lehmwellerbau, große alte Holztore zum Teil als Durchfahrt angelegt, Satteldach - 2. Scheune: kleinerer, massiver Lehmwellerbau, großes altes Holztor, Bergeluke in der Drempelzone, Satteldach in Biberschwanzdeckung | 08974636 |
| Direkt Bild zu diesem Denkmal hochladen | Scheune eines Dreiseithofes                                                                                     | Lange Straße 34 (Karte)         | 2. Hälfte 19. Jahrhundert                                                      | Regionaltypischer Lehmwellerbau, Teil der historischen Ortsstruktur, heimatgeschichtlich und bauhistorische Bedeutung. Massiv mit großen Holztoren, Giebel verputztes Ziegelmauerwerk, Satteldach in Biberschwanzdeckung. | 08974642 |
| Direkt Bild zu diesem Denkmal hochladen | Wohnhaus, Scheune und drei Seitengebäude eines Vierseithofes                                                    | Lange Straße 35 (Karte)         | Um 1880                                                                        | Zum Teil in Lehmbauweise, zum Teil Ziegelbauten, Wohnhaus mit historisierender Putzfassade, intakte Hofstruktur, ortsbildprägende und bauhistorische Bedeutung. - Wohnhaus: zweigeschossiger, massiver Putzbau mit erneuerten Gliederungselementen, Ecklisenen, Gesimse, Fenstergewände mit Schlusssteinen, am Obergeschoss Brüstungsplatten mit Festons, plastische Fensterverdachungen, plastischer Drempelfries, Satteldach in Biberschwanzdeckung - Scheune: massiver Lehmwellerbau verputzt mit Durchfahrt, hölzerne Torstürze, hölzerne Bergetür, Satteldach, Biberschwanzdeckung - Stall: zweigeschossiger, massiver Backsteinbau, gestufte, segmentbogige Fenstergewände, deutsches Band, profiliertes Traufgesims, Satteldach in Biberschwanzdeckung (Kronendeckung) - Seitengebäude: zweigeschossiger, massiver Backsteinbau, Segmentbogenfenster, deutsches Band, profiliertes Traufgesims, Satteldach, Biberschwanzdeckung | 08974634 |
|                                         | Transformatorenturm                                                                                             | Lange Straße 40 (neben) (Karte) | Um 1910                                                                        | Zeugnis der regionalen Elektrifizierung, technik-, orts- und versorgungsgeschichtliche Bedeutung. In Ecklage Lindenhayner Straße, schlanker, massiver Turm auf quadratischem Grundriss, verputzt, oberes Viertel hervorgehoben, geschweifte Haube in Biberschwanzdeckung. | 08974639 |
| Direkt Bild zu diesem Denkmal hochladen | Scheune eines Dreiseithofes                                                                                     | Lange Straße 45 (Karte)         | 2. Hälfte 19. Jahrhundert                                                      | Lehmscheune, von bauhistorischer und straßenbildprägender Bedeutung. Eingeschossig, massiv, Giebel massiv aus Ziegel, verputzt, Satteldach in Biberschwanzdeckung, hofseitiges großes Holztor. | 08974635 |
| Weitere Bilder                          | Bockwindmühle                                                                                                   | Lindenhayner Straße 6 (Karte)   | 19. Jahrhundert                                                                | Regionaltypische ehemalige Windmühle mit erhaltenen Übertragungselementen im Inneren, ortsbildprägende und technikhistorische Bedeutung, elektrisch betriebene Getreidemühle | 08974633 |

## Gollmenz
| Bild           | Bezeichnung                                              | Lage                        | Datierung                                               | Beschreibung | ID       |
| -------------- | -------------------------------------------------------- | --------------------------- | ------------------------------------------------------- | --- | -------- |
| Weitere Bilder | Kriegerdenkmal für die Gefallenen des Ersten Weltkrieges | Am Teich 9 (bei) (Karte)    | Nach 1918                                               | Von ortshistorischer Bedeutung. Verputzter Ziegelsockel, gebeilter Granitstein, schwarzer Denkmalsstein mit Inschrift „Treues Gedenken den tapferen Helden, die dankbare Gemeinde Gollmenz“ und den Namen der Toten.                                               | 08974622 |
|                | Seitengebäude eines Bauernhofes                          | Krostitzer Straße 7 (Karte) | Bezeichnet mit 1892 (in der Wetterfahne), im Kern älter | Stark ortsbildprägende Lage am Dorfteich, zum Teil in Ziegelbauweise, zum Teil Lehmbau, baugeschichtlich von Bedeutung. Vorderer Teil Backstein, Giebelseite Erdgeschoss verputzt, Obergeschoss mit Biforie in kleinem Blendbogen, hinterer Teil massiver Lehmbau. | 08974625 |

## Göritz
| Bild                                    | Bezeichnung | Lage                    | Datierung                                                               | Beschreibung | ID       |
| --------------------------------------- | --- | ----------------------- | ----------------------------------------------------------------------- | --- | -------- |
| Direkt Bild zu diesem Denkmal hochladen | Wohnhaus eines Bauernhofes                                                                                     | Göritz 7 (Karte)        | 2. Hälfte 18. Jahrhundert                                               | Teil der alten Ortsstruktur, ortsbildprägend, sozialgeschichtlich von Bedeutung. - Wohnhaus: eingeschossig, massiv, Lehmbau, verputzt, segmentbogige Fenster mit Holzläden, Giebelseite mit Ziegeln verkleidet, Satteldach in Biberschwanzdeckung - Einfriedung: Zaunpfeiler aus Ziegel, Metallzaun | 08974654 |
| Direkt Bild zu diesem Denkmal hochladen | Wohnhaus eines Bauernhofes                                                                                     | Göritz 9 (Karte)        | 1. Hälfte 19. Jahrhundert                                               | Teil der alten Ortsstruktur, im Aussehen weitgehend bewahrt, sozialgeschichtlich von Bedeutung. Eingeschossiger massiver Lehmbau, verputzt, altes Türblatt mit Oberlicht, zum Teil alte Fenster mit Holzläden, Frackdach in Biberschwanzdeckung. | 08974655 |
| Direkt Bild zu diesem Denkmal hochladen | Kriegerdenkmal für die Gefallenen des Ersten Weltkrieges                                                       | Göritz 11 (bei) (Karte) | Nach 1918                                                               | Von ortshistorischer Bedeutung. Sockel mit schlanker Granitstele mit Inschrift „So ehrte Göritz seine im Weltkriege gebliebenen Söhne“ und den Namen der Gefallenen, Bekrönung durch „Eisernes Kreuz“ aus Granit. | 08974656 |
| Direkt Bild zu diesem Denkmal hochladen | Vorwerk Göritz (Sachgesamtheit)                                                                                | Göritz 11, 12 (Karte)   | 18. Jahrhundert                                                         | Sachgesamtheit Vorwerk Göritz, mit folgenden Einzeldenkmalen: Herrenhaus (Nr. 12), Scheune und Wirtschaftsgebäude (Nr. 11), siehe Einzeldenkmale 09257007, und mit folgenden Sachgesamtheitsteilen: weitere Scheune, Wohnhaus (Nr. 11) und Nebengebäude eines Vorwerks; alter charakteristischer und entwicklungsgeschichtlich wichtiger Gutshof, mit überregional bedeutender langgestreckter Scheune in Lehmwellerbauweise (zum Teil erhalten), baugeschichtlich und ortsgeschichtlich von Bedeutung. - Auszüglerhaus: zweigeschossig aus roten Klinkern, Gesims als „Deutsches Band“ ausgebildet, Satteldach mit Handstrichziegel gedeckt, Giebel mit gelben Klinkern erneuert, Bruchsteinsockel, Erdgeschoss überformt mit liegenden Fenstern - Stall: zweigeschossig, bestehend aus roten Klinkern, mit Speicherluken und preußischen Kappen im Inneren, Wellblechdach - Seitengebäude: roter Klinkerbau, Lehmwellerscheune vor 2014 teilweise eingestürzt, größte Lehmwellerscheune Deutschlands (Ruine) | 09305694 |
| Direkt Bild zu diesem Denkmal hochladen | Herrenhaus (Nr. 12), Scheune und Wirtschaftsgebäude (Nr. 11) eines Vorwerks (Einzeldenkmal zu ID-Nr. 09305694) | Göritz 11, 12 (Karte)   | 18. Jahrhundert (Herrenhaus); Ende 19. Jahrhundert (Wirtschaftsgebäude) | Einzeldenkmale der Sachgesamtheit Vorwerk Göritz; alter charakteristischer und entwicklungsgeschichtlich wichtiger Gutshof, mit überregional bedeutender langgestreckter Scheune in Lehmwellerbauweise (zum Teil erhalten), baugeschichtlich und ortsgeschichtlich von Bedeutung. - Herrenhaus: zweigeschossig mit Krüppelmansardwalmdach, Klinkersockel, teilweise Massivlehmmauerwerk, im Obergeschoss Fachwerk, an der Südseite mit Ziegeln ausgefacht, im Obergeschoss Fenstergewände aus Holz, Giebelfenster aus Antikglas, Fensteröffnungen teilweise verändert, Dach neu - Scheune: eingeschossig, Giebel massiv, Bruchsteinfundament, teilweise unterkellert mit Ziegelgewölbe, Lehmwellertechnik teilweise durch Ziegelmauerwerk ausgebessert, originale Holzstürze der alten Toreinfahrten erhalten, Fenster- und Türgewände aus Ziegel, Lehmwellertechnik ist verputzt, originale Holzbalkendecke und Traufgesims, Satteldach erneuert, Zustand ist baufällig, 18. Jahrhundert - Klinkerscheune: weiträumige Durchfahrtsscheune aus roten Klinkern mit flachem Satteldach und offenem Dachstuhl, Dach mit Dachpappe gedeckt, Toröffnungen verändert und neu vermauert, Ende 19. Jahrhundert, in 2. Hälfte des 20. Jahrhunderts verändert | 09257007 |

## Hohenroda
| Bild                                    | Bezeichnung | Lage                             | Datierung                                      | Beschreibung | ID       |
| --------------------------------------- | --- | -------------------------------- | ---------------------------------------------- | --- | -------- |
| Weitere Bilder                          | Kirche (mit Ausstattung), Kirchhof mit Kriegerdenkmal für die Gefallenen des Ersten Weltkrieges und Einfriedung, weiterhin mit vorgelagertem Wassergraben (Dorfteich) | Dorfanger 2 (Karte)              | 1859–1861 (Kirche); nach 1918 (Kriegerdenkmal) | Saalkirche mit polygonalem Chor und Westturm, Ziegelbau, im Rundbogenstil des 19. Jahrhunderts, von ortshistorischer, baugeschichtlicher und ortsbildprägender Bedeutung. - Kirche: Backsteinbau, Rundbogenstil - Einfriedung: Ziegelmauer mit Verdachung - Wassergraben: Ufermauern aus Bruchsteinmauerwerk - Kriegerdenkmal: ca. vier m hohe Stele aus Muschelkalk mit Reliefs (Stahlhelm, Eichenlaub, Schwert mit Fahne, Anker mit Herz, würfelförmiges Eisernes Kreuz), steht zur Ecke Platz der Jugend                                                                                      | 08974678 |
| Direkt Bild zu diesem Denkmal hochladen | Scheune eines Bauernhofes | Dorfstraße 9 (Karte)             | Bezeichnet mit 1906 (am Holztor)               | Im Aussehen weitgehend original erhaltene Lehmscheune, baugeschichtlich von Bedeutung. Massiver Bau auf Bruchsteinsockel, altes Holztor, Durchfahrt mit Torsturz am Holz, Satteldach in Biberschwanzdeckung. | 08974680 |
| Weitere Bilder                          | Reste einer Bockwindmühle | Krensitzer Straße 24a (Karte)    | 1790                                           | Bauteile und technische Ausstattung der Originalmühle (Ersterwähnung 1790) auf dem Mühlengelände (am alten Standort steht eine dem Original nachgebaute Windmühle von 1996/1997, ohne Wiederverwendung von originaler Substanz), von technikgeschichtlicher Bedeutung. Nachbau am Mehlbalken bezeichnet mit 1790 und 1997, 1997 Mühle mit ABM-Mitteln hierher umgesetzt (500 m vom alten Standort entfernt), aus der alten Mühle geborgene Originalteile bei der Schauanlage, Aussehen weitgehend originalgetreu rekonstruiert, zwischen 1913 und 1958 als Mahlmühle mit Elektroantrieb genutzt. | 08974676 |
| Direkt Bild zu diesem Denkmal hochladen | Scheune eines Zweiseithofes | Krensitzer Straße 27 (Karte)     | 2. Hälfte 19. Jahrhundert                      | In ortsbildprägender Ecklage, weitgehend im Aussehen original erhaltener Lehmbau, baugeschichtlich von Bedeutung. Eingeschossiger, massiver Lehmbau, hofseitiges großes Holztor, eine Giebelseite massiv mit Ziegelmauerwerk ersetzt, Straßenseite mit drei kleinen Fenstern, Giebel aus Ziegelmauerwerk, Satteldach in Biberschwanzdeckung, an der Traufe Lehmgesims mit Kammmuster. | 08974679 |
| Direkt Bild zu diesem Denkmal hochladen | Scheune eines Bauernhofes | Mocherwitzer Straße 1, 3 (Karte) | 1. Hälfte 19. Jahrhundert                      | Ortsbildprägende, weitgehend original erhaltene Lehmscheune, von bauhistorischer Bedeutung. - 1. Scheune: massiver Lehmbau, Giebel massives Ziegelmauerwerk, Satteldach, hofseitiges Holztor, Bergeöffnung mit hölzernem Gewände, segmentbogige Tür mit Gewände in Backstein (vor 2014 abgebrochen) - 2. Scheune: massiver Lehmbau, Giebel verbrettert, Mauervorsprung verdacht in Biberschwanzdeckung, großes hölzernes Scheunentor, Bergeöffnung mit hölzernem Gewände, Satteldach in Biberschwanzdeckung                                                                                      | 08974677 |
| Direkt Bild zu diesem Denkmal hochladen | Seitengebäude eines ehemaligen Bauernhofes | Platz der Jugend 2 (Karte)       | 1847                                           | Als Zeugnis regionaltypischer ländlicher Architektur und Bauweise der Mitte des 19. Jahrhunderts baugeschichtlich und ortsbildprägend von Bedeutung | 09307542 |
| Direkt Bild zu diesem Denkmal hochladen | Wohnhaus eines Bauernhofes | Straße der Jugend 6 (Karte)      | 1. Hälfte 19. Jahrhundert                      | Teil der alten Ortsstruktur, ortsbildprägend, im Aussehen weitestgehend original erhalten, sozialgeschichtlich von Bedeutung. Eingeschossiger, massiver Lehmbau verputzt, Giebel mit Gesims, Erdgeschoss mit alten Fenstern, zum Teil auch alte Winterfenster, alte Tür, Satteldach in Biberschwanzdeckung (Kronendeckung). | 08974681 |

## Lindenhayn
| Bild                                    | Bezeichnung | Lage                      | Datierung                           | Beschreibung | ID       |
| --------------------------------------- | --- | ------------------------- | ----------------------------------- | --- | -------- |
| Weitere Bilder                          | St. Mauritiuskirche (mit Ausstattung) und Kirchhof mit Einfriedung sowie Kriegerdenkmal für die Gefallenen des Zweiten Weltkrieges | Am Lindenplatz (Karte)    | Um 1200, später überformt           | Von baugeschichtlicher, ortsbildprägender und ortshistorischer Bedeutung. - Kirche: langgestreckte romanische Saalkirche mit Querwestturm - Kriegerdenkmal: an der Kirchmauer für die Gefallenen des Ersten Weltkrieges, eingelassene spitzbogige Granitplatte mit Inschrift „Christus spricht: Ich bin die Auferstehung und das Licht, Die Kirchgemeinde Lindenhayn“ und den Namen der Gefallenen - Friedhofsmauer: ca. einen Meter hohe Ziegelmauer, verputzt | 08974616 |
| Weitere Bilder                          | Kriegerdenkmal für die Gefallenen des Ersten Weltkrieges                                                                           | Am Lindenplatz (Karte)    | Nach 1918                           | Von ortshistorischer Bedeutung. Schmale, hohe Granitstele (schwarz) mit halbrundem Abschluss, gebeilte Oberfläche, oberer Teil geglättet und mit Inschrift „Es starben fürs Vaterland: (Namensaufzählung). Die dankbare Gemeinde Lindenhayn“, kleines Eisernes Kreuz in Metall im Bogenfeld, umrahmt von reliefiertem Eichenlaub. | 08974648 |
| Direkt Bild zu diesem Denkmal hochladen | Torbogen eines Bauernhofes | Am Lindenplatz 8 (Karte)  | Um 1890                             | Zeittypischer Hofzugang, von baugeschichtlicher und ortsbildprägender Bedeutung. Hoher korbbogiger Torbogen aus Backstein mit nebenliegendem fußläufigen Durchgang darüber Ochsenauge, alte Holztore. | 08974612 |
| Direkt Bild zu diesem Denkmal hochladen | Wohnhaus und Toranlage eines Bauernhofes                                                                                           | Am Lindenplatz 17 (Karte) | Um 1890                             | Wohnhaus eingeschossiger Klinkerbau, Gebäude bildet mit Nummer 18 und 19 eine ortsbildliche Einheit, von ortsbildprägender und baugeschichtlicher Bedeutung. - Wohnhaus: mit Drempel, übergiebelter Mittelrisalit, Klinkerfassade mit Gesimsbändern, leicht profilierter Giebel, Satteldach in Biberschwanzdeckung - Torpfeiler aus Backstein mit fußläufigem Durchgang                                                                                         | 08974614 |
| Direkt Bild zu diesem Denkmal hochladen | Seitengebäude und Toranlage eines Bauernhofes                                                                                      | Am Lindenplatz 18 (Karte) | Um 1900                             | Ortsbildprägender Klinkerbau im Dorfzentrum, Gebäude bildet mit Nummer 17 und 19 eine ortsbildliche Einheit, von baugeschichtlicher Bedeutung. - Seitengebäude: dreigeschossiger, massiver Backsteinbau, Risalitgliederungen, gestuftes Traufgesims, Segmentbogenfenster, alte Holzfenster - Hoftor: backsteinerne Torpfeiler mit Kugelbekrönungen, fußläufiger Durchgang mit Korbbogenabschluss                                                                | 08974615 |
| Direkt Bild zu diesem Denkmal hochladen | Torbogen eines Dreiseithofes | Am Lindenplatz 19 (Karte) | Um 1900                             | Zeittypischer Hofzugang, bildet mit Nummer 17 und 18 eine ortsbildliche Einheit, von ortsbildprägender und baugeschichtlicher Bedeutung. Korbbogiger Torbogen aus Backstein, rundbogiger, fußläufiger Durchgang rechts, darüber blindes ovales Fenster, Mauerabdeckung aus Ziegel. | 08974621 |
|                                         | Wegestein | Badrinaer Straße (Karte)  | 2. Hälfte 19. Jahrhundert           | Von verkehrshistorischer Bedeutung. Ca. 1,20 m hohe Sandsteinstele, aufgemalte Inschriften stark verwittert. | 08974611 |
| Weitere Bilder                          | Bockwindmühle Lindenhayn (ohne neuere Anbauten)                                                                                    | Dübener Straße 2 (Karte)  | Bezeichnet mit 1741 (am Mehlbalken) | Bockwindmühle von bauhistorischer und technikgeschichtlicher Bedeutung. Holzkonstruktion mit original erhaltenen Teilen vom Hausbaum über Schwelle und Streben bis zum Sattel, Sterz fehlt, Obergeschoss zum Teil erneuert, Satteldach. Dübener Straße 1 ist das Mühlgut an der Straße, besteht aus drei Gebäuden, kein Denkmal. | 08974620 |
|                                         | Seitengebäude und Hoftor eines Vierseithofes                                                                                       | Dübener Straße 12 (Karte) | Vor 1900                            | Ziegelsteinbau in reicher Gliederung, von ortsbildprägender und baugeschichtlicher Bedeutung. - Stall: zweigeschossiger Backsteinbau, reiche Gliederungen durch Ecklisenen, Zierbänder, Giebelprofilierungen mit Bekrönung, Giebel mit Oculus, Längsseite mit alten hölzernen Stalltüren, Satteldach - Hoftor: gedrückter Korbbogen aus Backstein | 08974617 |
| Direkt Bild zu diesem Denkmal hochladen | Wohnhaus eines Bauernhofes | Dübener Straße 18 (Karte) | 18. Jahrhundert                     | Eines der ältesten Häuser im Ort, von bauhistorischer und ortsbildprägender Bedeutung. Zweigeschossiger, massiver Lehmbau, verputzt, Rauputz mit glatten Ecklisenen, Erdgeschossfenster vergrößert, steiles Krüppelwalmdach in Biberschwanzdeckung. | 08974618 |
| Direkt Bild zu diesem Denkmal hochladen | Wohnhaus, Hoftor und Einfriedungsmauer eines Bauernhofes                                                                           | Dübener Straße 28 (Karte) | 18. Jahrhundert                     | In Lehmbauweise, von bauhistorischer Bedeutung. - Wohnhaus: zweigeschossiger, massiver Lehmbau mit konischen Wänden, verputzt, Erdgeschoss mit glatten Putzfaschen, alte Fenster mit hölzernen Fensterstürzen, Obergeschoss Fachwerk verputzt, Fenster sehr klein, Krüppelwalmdach - Hoftor mit Einfriedungsmauer: Hoftor aus Backsteinpfeilern, fußläufiger Durchgang, segmentbogenförmig, Mauer zum Teil verputzt                                             | 08974619 |

## Luckowehna
| Bild                                    | Bezeichnung                                                       | Lage                          | Datierung                                                 | Beschreibung | ID       |
| --------------------------------------- | ----------------------------------------------------------------- | ----------------------------- | --------------------------------------------------------- | --- | -------- |
| Direkt Bild zu diesem Denkmal hochladen | Wohnhaus, Seitengebäude und Hoftor eines ehemaligen Vierseithofes | Luckowehna 6 (Karte)          | Um 1900 (Bauernhaus); bezeichnet mit 1923 (Seitengebäude) | Markante Ziegelbauten, weitgehend intakte Hofstruktur, ortsbildprägende und baugeschichtliche Bedeutung. - Wohnhaus: zweigeschossig, massiv, Backstein, Granitsockel, deutsches Band, Mittelrisalit mit flachem Giebel und Oculus, Satteldach in Biberschwanzdeckung, Fenster erneuert - Stall: zweigeschossig, massiv, Backstein, Granitsockel, deutsches Band, Lisenengliederung, Segmentbogenfenster, alte Stalltüren aus Holz, alte Fenster, Obergeschoss mit hölzernen Bergetüren, flaches Pultdach - Scheune: breitgelagerter massiver Lehmbau auf Feldsteinsockel, Durchfahrten mit Holztoren, Satteldach, Hoftor mit Backsteinpfeilern | 08974631 |
| Direkt Bild zu diesem Denkmal hochladen | Seitengebäude und Torbogen eines Bauernhofes                      | Luckowehna 8 (Karte)          | Um 1880                                                   | Ziegelbauten in gutem Originalzustand, von bauhistorischer und ortsbildprägender Bedeutung. Korbbogiger Backsteinbogen mit seitlichem fußläufigem Durchgang, Verdachung mit Blech erneuert. | 08974630 |
| Direkt Bild zu diesem Denkmal hochladen | Wohnhaus eines Bauernhofes                                        | Luckowehna 9 (Karte)          | Um 1800                                                   | Seltenes Beispiel für erhaltenes Fachwerk in der Region, Teil der alten Ortsstruktur, baugeschichtlich von Bedeutung. Zweigeschossig, Erdgeschoss massiv, verputzt, Obergeschoss verputztes Fachwerk, im Erdgeschoss Fenster zum Teil vergrößert, Satteldach, eine Ecke abgewalmt, Obergeschoss mit alten Fenstern, Fachwerk zum Teil mit Ziegeln ausgefacht. | 08974628 |
| Direkt Bild zu diesem Denkmal hochladen | Spritzenhaus                                                      | Luckowehna 9a (Karte)         | Um 1900                                                   | Kleiner Ziegelbau, von ortshistorischer sowie ortsbildprägender Bedeutung. Eingeschossiger, massiver Backsteinbau mit Holztor und Satteldach. | 08974629 |
| Direkt Bild zu diesem Denkmal hochladen | Gartenmauer eines Grundstückes                                    | Luckowehna 12 (neben) (Karte) | 19. Jahrhundert                                           | Regionaltypische Lehmbauweise, ortsbildprägende und baugeschichtliche Bedeutung. Etwa zwei Meter hohe Mauer, Lehmwellerbau auf Feldsteinsockel mit Biberschwanzabdeckung (Kronendeckung). | 08974632 |

## Mocherwitz
| Bild                                    | Bezeichnung                                                                                     | Lage                    | Datierung                                                      | Beschreibung | ID       |
| --------------------------------------- | ----------------------------------------------------------------------------------------------- | ----------------------- | -------------------------------------------------------------- | --- | -------- |
| Weitere Bilder                          | Kirche (mit Ausstattung), Kirchhof mit Kriegerdenkmal für die Gefallenen des Ersten Weltkrieges | Lindenstraße (Karte)    | Um 1380, später überformt (Kirche); nach 1918 (Kriegerdenkmal) | Von ortshistorischer und kunsthistorischer Bedeutung. - Kirche: kleine romanische Saalkirche mit gleichbreitem Querwestturm - Kriegerdenkmal: Sandsteinaufbau mit drei Stufen, geschwungenem Sockel, flankierenden Eicheln, obeliskartige Stele mit skulptierten Eichenlaubkranz, erneuerte Inschriftentafel, Adler in Galvanoplastik | 08974668 |
| Direkt Bild zu diesem Denkmal hochladen | Scheune (ohne Anbau) eines Bauernhofes                                                          | Lindenstraße 3 (Karte)  | Bezeichnet mit 1887                                            | Original erhalten, in Lehmwellerbauweise, bauhistorische Bedeutung. Eingeschossiger, massiver Lehmbau, hofseitig große Holztore, Bergetür, Satteldach, neu eingedeckt, Verkleidung der Dreschmaschine aus Holz, spätere Stalleingänge mit segmentbogigen Backsteingewänden. | 08974672 |
| Direkt Bild zu diesem Denkmal hochladen | Scheune eines Bauernhofes                                                                       | Lindenstraße 5 (Karte)  | 2. Hälfte 19. Jahrhundert                                      | Sehr stattlicher, breit gelagerter Lehmbau, im Aussehen original erhalten, baugeschichtlich von Bedeutung. Eingeschossig, massiv, hofseitig zwei große Holztore, mit Ziegelmauerwerk massiv erneuert, Teil mit Durchfahrt, Bergetür, Satteldach in Biberschwanzdeckung. | 08974671 |
| Direkt Bild zu diesem Denkmal hochladen | Seitengebäude eines Bauernhofes                                                                 | Lindenstraße 6 (Karte)  | Ende 19. Jahrhundert                                           | Ortsbildprägender Ziegelgiebel in aufwändiger Gestaltung, weitgehend original erhalten, baugeschichtlich von Bedeutung. Zweigeschossiger, massiver, Backsteinbau auf Feldsteinsockel, Gliederungen durch andersfarbige Gesimse und Pilaster, segmentbogige Türen aus Holz, zum Teil alte Fenster. | 08974673 |
| Direkt Bild zu diesem Denkmal hochladen | Scheune eines ehemaligen Dreiseithofes                                                          | Lindenstraße 13 (Karte) | Bezeichnet mit 1883                                            | Im Aussehen weitgehend original erhalten, baugeschichtlich von Bedeutung. - Scheune: massiver Lehmbau, zum Teil preußisches Fachwerk, große Holztore, Satteldach, Biberschwanzdeckung - Stall (ohne Garagenanbau, bezeichnet mit 1787, vor 2014 abgebrochen): massiver eingeschossiger Lehmbau in zwei Bauphasen, alte Holztüren und Fenster, weit vorstehendes Satteldach in Biberschwanzdeckung, Bergetür, rückwärtiger Giebel aus Ziegelmauerwerk, ältester Stall im Dorf | 08974670 |
| Direkt Bild zu diesem Denkmal hochladen | Seitengebäude eines Bauernhofes                                                                 | Lindenstraße 15 (Karte) | 1. Hälfte 19. Jahrhundert                                      | Teil der historischen Ortsstruktur, Seltenheitswert in der Region wegen der erhaltenen Fachwerkkonstruktion, baugeschichtlich von Bedeutung. Zweigeschossig, Obergeschoss Fachwerk, Rückseite mit Ladeluke, Satteldach in Biberschwanzdeckung, alter Schornstein. | 08974674 |
| Direkt Bild zu diesem Denkmal hochladen | Scheune und Seitengebäude eines Bauernhofes                                                     | Lindenstraße 19 (Karte) | 2. Hälfte 19. Jahrhundert (Scheune); 1872 (Seitengebäude)      | Seitengebäude mit ortsbildprägendem Giebel in Ziegelbauweise, stattlichste Lehmscheune im Ort, von bauhistorischer Bedeutung. - Scheune: eingeschossiger, massiver Lehmbau mit großen Holztoren, Satteldach in Biberschwanzdeckung, Dach über den Toren vorgezogen - Stall: massiver, zweigeschossiger Backsteinbau mit Gliederung, Segmentbogenfenster, Stalltüren in Segmentbogen, alte Türblätter, Satteldach                                                             | 08974675 |
| Weitere Bilder                          | Bockwindmühle (Gruppachmühle)                                                                   | Mühle (Karte)           | 1823                                                           | Von ortshistorischer, technikgeschichtlicher und ortsbildprägender Bedeutung. Hölzerner Bock, original erhalten, Fachwerkkonstruktion, neu verbrettert, abgewalmtes Dach mit Holzschindeln gedeckt, altes Windrad, Giebel verglast, originaler Sterz. | 08974667 |

## Wannewitz
| Bild           | Bezeichnung                                       | Lage                 | Datierung | Beschreibung | ID       |
| -------------- | ------------------------------------------------- | -------------------- | --------- | --- | -------- |
| Weitere Bilder | Wohnhaus und Hofeinfahrt des ehemaligen Vorwerkes | Wannewitz 15 (Karte) | Um 1800   | Eingeschossiger Putzbau mit Mansarddach, von ortshistorischer Bedeutung. - Wohnhaus: eingeschossiger, massiver Ziegelbau, teilweise Lehm, verputzt, abgeschrägte Traufe, Mansardenwalmdach, Biberschwanzdeckung (Kronendeckung), Mansardenfenster, kleine Fledermausgauben - Hofeinfahrt: Backsteinpfeiler mit segmentbogenförmigen, fußläufigem Durchgang | 08974627 |

## Wölkau
| Bild                                    | Bezeichnung | Lage                                        | Datierung | Beschreibung | ID       |
| --------------------------------------- | --- | ------------------------------------------- | --- | --- | -------- |
|                                         | Mühle, Wohnhaus und Scheune eines Mühlenanwesens | Am Mühlenteich 5 (Karte)                    | Bezeichnet mit 1948 (am Giebel), im Kern älter                                                                               | Alte Ortslage Kleinwölkau, von heimat- und wirtschaftshistorischer Bedeutung. - Wohnhaus: zweigeschossig, massiv, verputzt, kleiner Ladeneinbau, Satteldach zur Mühle hin abgewalmt - Mühle: eingeschossig, massiv, verputzt, Satteldach, Giebel mit kleinen Rundbogenfenstern und Oculus - Scheune: eingeschossig, massiv mit großem Holztor, Satteldach. | 08974609 |
|                                         | Wohnhaus (ohne angebaute Garage), mit Einfriedung des Vorgartens und Toreinfahrt | Am Mühlenteich 6 (Karte)                    | Um 1890 | Alte Ortslage Kleinwölkau, im Aussehen original erhalten. - Wohnhaus: eingeschossig mit Drempel, massiv Backstein, Segmentbogenfenster, deutsches Band, Mittelrisalit im Dachbereich übergiebelt, Satteldach in originaler Deckung - Einfriedung: Torpfeiler aus Backstein, straßenseitiger dekorativer Metallzaun | 08974608 |
| Direkt Bild zu diesem Denkmal hochladen | Scheune eines Bauernhofes | Breite Straße 11 (Karte)                    | Ende 19. Jahrhundert | Weitgehend original erhaltener Lehmwellerbau, Teil der alten Ortslage Kleinwölkau, bauhistorische Bedeutung. Eingeschossig, massiv auf Bruchsteinsockel, großes Scheunentor, Bergetüren, Satteldach, Biberschwanzdeckung. | 08974601 |
| Weitere Bilder                          | Schloss und Park Schönwölkau (Sachgesamtheit) | Kirchplatz 2, 3 (Lindenstraße 1, 3) (Karte) | 1695–1703 (Schloss); 1712 (Barockgarten)                                                                                     | Sachgesamtheit Schloss und Park Schönwölkau mit den Einzeldenkmalen Schloss (Kirchplatz 3), Wirtschaftsgebäude, Remisengebäude, Einfriedung und zwei Toranlagen, Orangerie, Brücke, Brunneneinfassung, Torhaus (Kirchplatz 2, sogenanntes Rotes Haus), siehe Einzeldenkmale 08974593) sowie dem Park (Gartendenkmal, mit Schwanenteich) und den Sachgesamtheitsteilen: mehrere Nebengebäude (Alte Gärtnerei, Lindenallee 1 und Alte Brauerei, Lindenallee 3); alte Ortslage Kleinwölkau, große barocke Vierflügelanlage mit anschließendem Wirtschaftshof, eines der bedeutendsten Barockschlösser Sachsens, von regionalhistorischer, landesgeschichtlicher, kunsthistorischer und gartenkünstlerischer Bedeutung | 09305353 |
| Weitere Bilder                          | Schloss (Kirchplatz 3), Wirtschaftsgebäude, Remisengebäude, Einfriedung und zwei Toranlagen, Orangerie, Brücke, Brunneneinfassung, Torhaus (Kirchplatz 2, sogenanntes Rotes Haus), Einzeldenkmale zu ID-Nr. 09305353 | Kirchplatz 2, 3 (Karte)                     | Bezeichnet mit 1695 und bezeichnet mit 1703 (Schloss); 18. Jahrhundert (Gartenbrücke); bezeichnet mit 1867 (Torhaus)         | Einzeldenkmale der Sachgesamtheit Schloss und Park Schönwölkau; alte Ortslage Kleinwölkau, große barocke Vierflügelanlage mit anschließendem Wirtschaftshof, eines der bedeutendsten Barockschlösser Sachsens, von regionalhistorischer, landesgeschichtlicher und kunsthistorischer Bedeutung. - Schloss: zweigeschossige Anlage mit prächtigem Südflügel, der als Point de Vue in die mittlere Parkallee hineinwirkt, Schloss und Wirtschaftshof nicht zugänglich - Orangerie: zweigeschossiger, massiver Putzbau, Längsseiten durch Blendbögen mit kräftigen Kämpferzone gegliedert, Mittelachsenbetonung, langgestrecktes Walmdach, 1962 zu Wohnungen umgebaut, südlich anschließend Orangerieparterre mit Brunneneinfassung (heute zugewachsen) - Torhaus: massiver, eingeschossiger Backsteinbau, zweigeschossiger, übergiebelter Mittelrisalit, Segmentbogenfenster mit Holzläden, Traufgesims mit Würfelfries, Satteldächer in Biberschwanzkronendeckung - Gartenbrücke: Sandsteinbogenbrücke zwischen Schwanenteich und Heller (Geländer nicht mehr in seiner ursprünglichen Form erhalten) - Brunneneinfassung aus Sandstein im Zentrum des Orangerieparterres südlich der Orangerie, Becken verfüllt - Einfriedung: Mauerrest aus Ziegelmauerwerk an der Orangerie, ca. vier Meter hohe Ziegelmauer mit Pforte und zugemauertem Zufahrtstor an der ehemaligen Gärtnerei, Mauerreste an der westlichen Parkgrenze, im Süden Bruchsteinmauer bzw. befestigter Graben mit parkseitiger Stützmauer mit Sandsteinabdeckung (sogenannte Wolfsgrube), Haupttor östlich des Schlosses mit zwei größeren und zwei kleineren Torpfeilern aus Ziegelmauerwerk, mit Stuckverzierungen und Sandsteinabdeckungen, schmiedeeiserne Ziergitter (die beiden mittleren Torflügel fehlen) | 08974593 |
| Weitere Bilder                          | Kirchenruine (ehemalige Schlosskirche), Kirchhof mit umliegenden Spolien und Einfriedung | Kirchplatz 6 (Karte)                        | 1676–1688 | Alte Ortslage Kleinwölkau, baugeschichtliche, ortsbildprägende und ortshistorische Bedeutung. - Kirche: barocke Saalkirche mit gotisierenden Einzelformen ohne Dach, stattlicher Westturm, Ädikulaportal, Turm durch Haube und Laterne abgeschlossen - Einfriedungsmauer: verputzt, drei liegende, gotisierende Grabsteine | 08974604 |
| Weitere Bilder                          | Kriegerdenkmal für die Gefallenen des Ersten Weltkrieges | Kirchplatz 7 (gegenüber) (Karte)            | Nach 1918 | Alte Ortslage Kleinwölkau, von ortshistorischer Bedeutung. Ca. drei Meter hohe, oben gerundete Granitstele, grob gebeilte Oberfläche, Tafel geglättet mit Inschrift „Ehre unseren tapferen Helden“ und den Namen der Gefallenen, darüber Eichenlaubkranz, Schwert und Helm als Relief ausgearbeitet. | 08974594 |
|                                         | Portal und Tür des Gasthofes Böttge | Kirchplatz 8 (Karte)                        | Um 1830 | Alte Ortslage Kleinwölkau, altes Gewände mit zweiflügeliger Tür mit Biedermeierornamenten, aufwändig gearbeiteter Hauseingang, von kunsthandwerklicher und ortshistorischer Bedeutung. Hölzernes Türgewände mit leichten Profilierungen, kräftig profilierte Türblätter, Kassettenfelder mit Sonnenmotiven, Kapitell mit Lyra, gotisierendes Oberlichtfenster, alte Beschläge. | 08974605 |
| Weitere Bilder                          | Gellertkirche (mit Ausstattung), Kirchhof mit Einfriedungsmauer, Parentationshalle, Glockenturm und Kriegerdenkmal für die Gefallenen des Ersten Weltkrieges                                                         | Lindenallee (Karte)                         | Im Kern 13. Jahrhundert (Kirche); 2. Hälfte 15. Jahrhundert (Kirche); nach 1918 (Kriegerdenkmal); 1970er Jahre (Glockenturm) | Alte Ortslage Großwölkau, schlichte Saalkirche, von baugeschichtlicher und ortshistorischer Bedeutung. - Kirche: evangelische Pfarrkirche, benannt nach Christian Fürchtegott Gellert - Parentationshalle: eingeschossig, massiv, verputzt, kleine Rundbogenfenster, Satteldach - Einfriedung: massive Lehmmauer, Verdachung mit Biberschwanzdeckung (Kronendeckung) - Glockenturm: Betonkonstruktion mit kleinem Satteldach, offener Glockenturm - Kriegerdenkmal: grober Granitstein ca. 2,50 Meter hoch, Vorderseite geglättet, mit reliefierter Inschriftentafel „Es starben für’s Vaterland, Die dankbare Gemeinde“, und die Namen der Gefallenen, vor dem Sockel ein verwitterter Stahlhelm aus Beton | 08974598 |
| Direkt Bild zu diesem Denkmal hochladen | Straßenbrücke über die Leine | Lindenallee 2 (neben) (Karte)               | Bezeichnet mit 1932 (an den Brückenwangen)                                                                                   | Alte Ortslage Großwölkau, kleine Stahlbetonbrücke, von verkehrshistorischer Bedeutung. Einfache Stahlbetonkonstruktion, Brückenwangen als einfache Balustrade mit seitlichen Postamenten aus Kunststein. | 08974595 |
| Direkt Bild zu diesem Denkmal hochladen | Wohnhaus und Seitengebäude einer ehemaligen Schäferei | Lindenallee 12 (Karte)                      | Anfang 18. Jahrhundert | Alte Ortslage Großwölkau, ehemals zum Schlossgut gehörig, ursprünglich in der Struktur eines Vierseithofes, von ortshistorischer Bedeutung. - Schäferei: eingeschossig, massiv (wahrscheinlich Lehm), verputzt, Fenster und Eingang teilweise stark vergrößert, hohes, steiles Walmdach, teilweise in Biberschwanzdeckung (Kronendeckung) - Stall: eingeschossig, massiv, Lehmbau, hölzerne Türstöcke, rundbogige Fenster mit Ziegelgewänden, hölzerne Zwischendecke, Walmdach in Biberschwanzdeckung (Kronendeckung) - Pflaster: Hofpflaster und Zufahrt aus Geröllsteinen | 08974596 |
| Direkt Bild zu diesem Denkmal hochladen | Pfarrhaus, Scheune und Handschwengelpumpe eines Pfarrhofes | Lindenallee 24 (Karte)                      | Wahrscheinlich 18. Jahrhundert                                                                                               | Alte Ortslage Großwölkau, ortsbildprägendes Pfarrhaus von ortshistorischer Bedeutung, Scheune von bauhistorischer Bedeutung. - Pfarrhaus: zweigeschossiger, massiver Lehmbau, verputzt, Gurtgesims, hölzernes profiliertes Traufgesims, Krüppelwalmdach, Türblatt original erhalten, Fenster, Putz und Dachdeckung erneuert - Scheune: Feldsteinsockel, massiver, eingeschossiger Lehmbau mit Drempel, große und kleinere Holztore, Satteldach in einfacher Biberschwanzdeckung - hölzerne Handschwengelpumpe | 08974597 |
| Direkt Bild zu diesem Denkmal hochladen | Wohnhaus, ehemalige Schule | Lindenallee 26 (Karte)                      | 1. Hälfte 19. Jahrhundert | Alte Ortslage Großwölkau, eingeschossiger Lehmbau, von ortshistorischer Bedeutung. Eingeschossig, massiv, verputzt, Fenster und Tür segmentbogig, zum Teil rechteckig, Satteldach eine Seite abgewalmt, Bau saniert. | 08974599 |
|                                         | Wohnhaus | Parkstraße 4 (Karte)                        | 1. Hälfte 19. Jahrhundert | Alte Ortslage Kleinwölkau, Obergeschoss Fachwerk verputzt, Teil der alten Ortsstruktur, in der Kubatur weitgehend original erhalten, ortsbildprägende zentrale Lage, baugeschichtlich von Bedeutung. Zweigeschossig, Erdgeschoss zum Teil Lehmbau, Fenster zum Teil leicht vergrößert, Krüppelwalmdach. | 08974607 |
|                                         | Gellertschule | Parkstraße 11 (Karte)                       | Um 1955 | Alte Ortslage Kleinwölkau, repräsentativer Nachkriegsbau, im zeittypischen Stil der 1950er Jahre, heute Schule und auch Gemeindeamt, ortshistorische Bedeutung. Zweigeschossig, massiv auf Granitsockel, weit vorgezogener Eingangsrisalit mit vorgelagerter Treppe, Eingangsfassungen und Treppen sowie Mauerverdachungen und Fensterkonsolen aus Porphyrimitaten in Kunststein, Putz mit gekratzten vertikalen Strichen, Fensterfaschen glatt geputzt, Walmdach, Fenster erneuert. | 08974610 |
|                                         | Wohnhaus (ehemalige Apotheke, mit Ausstattung), mit Seitengebäude und Einfriedung | Zum Ziegeleiteich 1 (Karte)                 | 1894 | Alte Ortslage Kleinwölkau, gründerzeitliche Klinkerfassade, alte Apothekenausstattung erhalten, von ortshistorischer und ortsbildprägender Bedeutung. - Wohnhaus: eingeschossiger, massiver Klinkerbau mit Drempel, geputzte Gesimse, Eckquaderungen, Fenstergewände einschließlich Verdachungen, vorgezogener, übergiebelter Mittelrisalit, vorgelagerte Granittreppe, altes Türblatt, Satteldach, im Inneren originale Apothekenausstattung - Seitengebäude: eingeschossig zum Teil Drempel, massiv Backstein, deutsches Band, bezeichnet am Giebel mit 1894, Satteldach, hofseitig mit hervortretender Bergetür - Einfriedung: Metallzaun | 08974606 |

## Tabellenlegende
- Bild: Bild des Kulturdenkmals, ggf. zusätzlich mit einem Link zu weiteren Fotos des Kulturdenkmals im Medienarchiv Wikimedia Commons. Wenn man auf das Kamerasymbol klickt, können Fotos zu Kulturdenkmalen aus dieser Liste hochgeladen werden:
- Bezeichnung: Denkmalgeschützte Objekte und ggf. Bauwerksname des Kulturdenkmals
- Lage: Straßenname und Hausnummer oder Flurstücknummer des Kulturdenkmals. Die Grundsortierung der Liste erfolgt nach dieser Adresse. Der Link (Karte) führt zu verschiedenen Kartendiensten mit der Position des Kulturdenkmals. Fehlt dieser Link, wurden die Koordinaten noch nicht eingetragen. Sind diese bekannt, können sie über ein Tool mit einer Kartenansicht einfach nachgetragen werden. In dieser Kartenansicht sind Kulturdenkmale ohne Koordinaten mit einem roten bzw. orangen Marker dargestellt und können durch Verschieben auf die richtige Position in der Karte mit Koordinaten versehen werden. Kulturdenkmale ohne Bild sind an einem blauen bzw. roten Marker erkennbar.
- Datierung: Baubeginn, Fertigstellung, Datum der Erstnennung oder grobe zeitliche Einordnung entsprechend des Eintrags in der sächsischen Denkmaldatenbank
- Beschreibung: Kurzcharakteristik des Kulturdenkmals entsprechend des Eintrags in der sächsischen Denkmaldatenbank, ggf. ergänzt durch die dort nur selten veröffentlichten Erfassungstexte oder zusätzliche Informationen
- ID: Vom Landesamt für Denkmalpflege Sachsen vergebene, das Kulturdenkmal eindeutig identifizierende Objekt-Nummer. Der Link führt zum PDF-Denkmaldokument des Landesamtes für Denkmalpflege Sachsen. Bei ehemaligen Kulturdenkmalen können die Objektnummern unbekannt sein und deshalb fehlen bzw. die Links von aus der Datenbank entfernten Objektnummern ins Leere führen. Ein ggf. vorhandenes Icon  führt zu den Angaben des Kulturdenkmals bei Wikidata.

## Ausführliche Denkmaltexte
1. ↑  Seitengebäude eines ehemaligen Bauernhofes (Platz der Jugend 2 in Hohenroda):

Der Platz der Jugend 2 befindet sich in unmittelbarer Nachbarschaft der Kirche und des Kirchhofs von Hohenroda, nahezu in der Ortsmitte des Platzdorfes, das 1349 als „Rode“ erstmals Erwähnung findet. Zusammen mit der Kirche und den sich im Ring anschließenden Gehöften bildet er heute den am ursprünglichsten erhaltenen Teil des Ortes. Das Grundstück des Hofes, auf dem sich das massive Seitengebäude befindet, war aller Wahrscheinlichkeit nach zur Erbauungszeit größer und wurde später geteilt. Unter der heutigen Anschrift haben sich neben dem 1847 errichteten Seitengebäude nur das Wohnhaus und die Tordurchfahrt erhalten, letztere sind jedoch baulich überformt.

Bei dem giebelständig zur Straße ausgerichteten Seitengebäude handelt es sich um einen eingeschossigen Klinkerbau auf Bruchsteinsockel mit hohem Drempel und Satteldach. Hauptmerkmal des Gebäudes ist der hoch aufragende, aufwändig in historisierender Formensprache gestalte Schmuckgiebel, der hinsichtlich seiner Materialästhetik mit dem benachbarten Kirchturm korrespondiert und somit das Ortsbild von Hohenroda prägt.

Die Gliederung des Staffelgiebels zeigt drei Felder. Den erhöhten, bis zum Dachfirst reichenden, gerade abgeschlossenen Mittelteil flankieren zwei Lisenen, die oberhalb des Dachabschlusses als überhöhte Pfeiler ausgebildet sind. Die beiden Seitenteile entsprechen der Dachneigung des Gebäudes bis zur Traufe und werden an den äußeren Gebäudekanten ebenfalls durch Lisenen, die sich nach oben als überhöhte Pfeiler darstellen, begleitet. Akzentuiert wird die Fassade durch ein mittiges rundbogiges Zwillingsfenster, das von einem Blendbogen mit Oculi gefasst wird, zwei weiteren vermauerten Oculi in den Seitenteilen sowie die am oberen Rand der Wandfläche und unterhalb der Fenster begleitenden Zierfriese wie Deutsches Band und Konsolfries. Der einstige zentrale Zugang sowie die beiden Fensteröffnungen im Erdgeschoss wurden in vergangener Zeit leicht verändert, stören das Gesamtbild des eindrucksvollen Giebels jedoch nur in geringem Maße. Während das Mauerwerk an der Hofseite des Gebäudes aller Wahrscheinlichkeit später verputz wurde, hat sich die Klinkerfassade an der Rückseite, die gleichsam einen Teil der Einfriedung des Kirchhofs bildet, materialgetreu erhalten. Ob sich im Erdgeschoss zur Belichtung der Wirtschaftsräume vor dem Einbau neuer Fenster bereits Öffnungen befunden haben, lässt sich nicht sicher sagen.

In seiner Substanz ist das Seitengebäude trotz geringfügiger Veränderungen ein Zeugnis regionaltypischer ländlicher Architektur und Bauweise aus der Mitte des 19. Jahrhunderts. Zudem stellt das Gebäude ein gutes Beispiel für den Anspruch und die Qualität des Bauens im ländlichen Raum dar, was seine baugeschichtliche Bedeutung unterstreicht.
2. ↑  Schloss und Park Schönwölkau (Sachgesamtheit):
  - Geschichte (Quelle: Sichting, „Denkmalpflegerische Rahmenzielstellung Schlosspark Schönwölkau“, 1991):
    - 1222 Ersterwähnung Wölkaus („Wilkowe“)
    - 1488 Erwerb des Ritterguts durch Georg von Schönfeld
    - um 1639 Zerstörung des Ritterguts im Dreißigjährigen Krieg
    - 1659 Kauf durch Rittmeister Christoph Vitzthum von Eckstädt, Wiederaufbau des Ritterguts
    - um 1690 Bau des Schlosses Schönwölkau
    - 1711 Übernahme des Ritterguts durch Friedrich I. Vitzthum von Eckstädt, Oberkammerherr und Kabinettsminister unter August dem Starken
    - 1712 Beginn „großartiger Anpflanzungen“ am Schloss im geometrischen Stil (Lindenalleen)
    - 1726 Tod Friedrich Vitzthum von Eckstädts, Weiterführung der Gestaltungsmaßnahmen durch dessen Witwe Rahel Charlotte, geborene Gräfin von Hoym
    - 1830 wohl Erweiterung und Umgestaltung zum Landschaftspark

  - Schlossgarten:
    - Gartenteile:

  1. barocker Schlossgarten südlich des Schlosses und der Orangerie
  2. landschaftliche Erweiterung einschließlich Fasanerie westlich des Schlossgartens und südlich des Orangerieparterres
  3. Schwanenteich und Heller nördlich und westlich des Schlosses
  4. ehemalige Gärtnerei
  5. Ostwiesen an der Südwestgrenze der Anlage (heute mit Wildaufwuchs zugewachsen)

  - Erschließung:
    - Zugänge: Haupttor östlich des Schlosses mit zwei größeren und zwei kleineren Torpfeilern aus Ziegelmauerwerk, mit Stuckverzierungen und Sandsteinabdeckungen, schmiedeeiserne Ziergitter (die beiden mittleren Torflügel fehlen)
    - weitere Zugänge: im Norden über die Freitreppe des Schlosses, im Osten über die Querallee, im Süden über die östliche Längsallee, im Westen durch die Pforte an der ehemaligen Gärtnerei sowie die Verlängerung der Querallee
    - Wegesystem: regelmäßiges Wegesystem mit landschaftlich geschwungenen Nebenwegen, ehemals mit wassergebunden Decken, Hauptwegesystem noch in wesentlichen Zügen vorhanden, Nebenwege nur noch teilweise ablesbar

  - Gartenbauten: Sitzplatz am Kirchplatz mit Resten einer Ziegelmauer und schmiedeeisernem Ziergitter, Veilchenberg als Sitzplatz und Aussichtspunkt an der Bruchsteinmauer in der Südostecke der Anlage angelegt, durch Sandsteintreppe erschlossen, Sandsteinbogenbrücke zwischen Schwanenteich und Heller (Geländer nicht mehr in seiner ursprünglichen Form erhalten)
  - Wasserelemente: Brunneneinfassung aus Sandstein im Zentrum des Orangerieparterres südlich der Orangerie, Becken verfüllt, Schwanenteich nordwestlich des Schlosses und Heller in der nördlichen Mittelachse der Orangerie
  - Vegetation: lückige Allee aus Rosskastanien (Aesculus hippocastanum) vom Haupttor im Osten nach Westen zur Durchfahrt in den Schlosshof führend, Reste der Lindenalleen entlang der beiden von Norden nach Süden verlaufenden Längsalleen, Reste einer ehemals geschnittenen Hainbuchenhecke (Carpinus betulus) als westliche Begrenzung des Orangerieparterres, nur wenig Altgehölzbestand erhalten
  - Sonstige Schutzgüter:
    - Schneckenberg zwischen westlicher Querallee und Fasanerie (1982 errichtet)
    - Blickbeziehungen: vom Schloss nach Süden über die Mittelwiese in die Landschaft, vom Veilchenberg nach Süden in die Landschaft, verschiedene Blickbeziehungen innerhalb der Anlage, die verschiedenen Blickbeziehungen sind durch Wildwuchs gestört